# 蘇兆奎
蘇兆奎（1879年—1938年8月12日），字凤冈，四川華陽縣（今屬成都市）人，中國近代學者。清光緒三十年（1904年）末科进士，位列三甲一百四十名。

## 生平
- 湖南省宜章縣[1]、零陵縣、桃源縣知县、靖州直隸州知州，道員在任候補[2]
- 民国間任川东道尹、成都市政籌備處會辦、成都市政公所會辦。
- 民國二十七年（1938年）8月12日去世，年六十四。[3]

工書畫，善詞賦考訂之學，有《益州书画录》。